# Starman
Starman és una pel·lícula estatunidenca dirigida per John Carpenter, estrenada l'any 1984. Ha estat doblada al català.

## Argument
Caigut sobre el planeta Terra, un extra-terrestre pren l'aparença del difunt marit de Jenny Hayden i l'obliga a acompanyar-lo fins al Meteor Crater, lloc on els seus congèneres han de recuperar-lo. En principi reticent, Jenny Hayden progressivament acaba per acostar-se a aquest home vingut de les estrelles.

## Repartiment
- Jeff Bridges: Starman
- Karen Allen: Jenny Hayden
- Charles Martin Smith:Mark Shermin
- Richard Jaeckel:George Fox
- Robert Phalen: el manant Bell
- Tony Edwards: Sergent Lemon
- John Walter Davis: Brad Heinmuller
- Ted White: el caçador de cérvols
- Dirk Blocker: el primer policia
- M. C. Gainey: el segon policia
- Sean Stanek: Hot Rodder
- George Buck Flower: el cuiner
- Russ Benning: el científic
- Ralph Cosham: el tinent
- David Wells: l'ajudant de Fox
- John Carpenter: l'home en l'helicòpter (Cameo)

## Producció

### Gènesi del projecte
L'un dels productors, Michael Douglas, hi havia considerat uns altres directors, com Mark Rydell, Adrian Lyne, John Badham o Tony Scott, abans que la plaça no fos per John Carpenter.
El guió havia estat desenvolupat a la Columbia, al mateix temps que un segon guió que tractava de la visita d'un extra-terrestre. No desitjant realitzar les dues pel·lícules, els directius de l'estudi han escollit Starman, deixant la segona a un estudi rival. Aquesta, dirigida l'any 1982, era E.T. el extra-terrestre de Steven Spielberg.
Starman és una « pel·lícula d'encarrec », cosa rara en la filmografia de John Carpenter. Aquest confessarà un temps més tard haver acceptat aquesta pel·lícula pel fracàs comercial de The Thing i la necessitat de fer una pel·lícula totalment diferent per continuar la seva carrera a Hollywood,.

### Repartiment dels papers
El paper de Starman era originalment previst per Kevin Bacon. Tom Cruise també havia estat considerat.

### Rodatge
El rodatge ha tenir lloc en diversos Estats americans: a Iowa (Cedar Rapids), Colorado, Tennessee (Nashville, Lynchburg, Jasper), Nevada (Las Vegas), Arizona (Meteor Crater, Sedona, Winslow) així com en els Warner Brothers Burbank Productora s a Burbank, Califòrnia.

## Banda original
A més de ser una de les escasses pel·lícules on no signa el guió, Starman és també una de les poques on John Carpenter no participa en la banda sonora.
Llista dels títols
Altres cançons presents
- (I Can't Get No) Satisfaction, interpretada per The Rolling Stones
- New York New York, interpretada per Frank Sinatra
- All I Have to Do Is Dream, composta per Boudleaux Briant i interpretada per Roy Orbison
- From Here to Eternity - Beach Number, composta per George Duning
- What Would Your Memories Do, interpretada per Vern Gosdin

Contràriament al que la pel·lícula indica, Satisfaction dels Rolling Stones no va ser gravada amb Voyager Golden Record.

## Premis i nominacions

### Premis
- Saturn Awards 1985: millor actor per Jeff Bridges[5]

### Nominacions
- Oscars 1985: millor actor per Jeff Bridges
- Premis Saturn 1985: millor pel·lícula de ciència-ficció, millor actriu per Karen Allen
- Globus d'Or 1985: millor actor en una pel·lícula dramàtica per Jeff Bridges i millor música per Jack Nitzsche
- Premis Young Artist 1986: millor pel·lícula familiar dramàtica